# Knödel

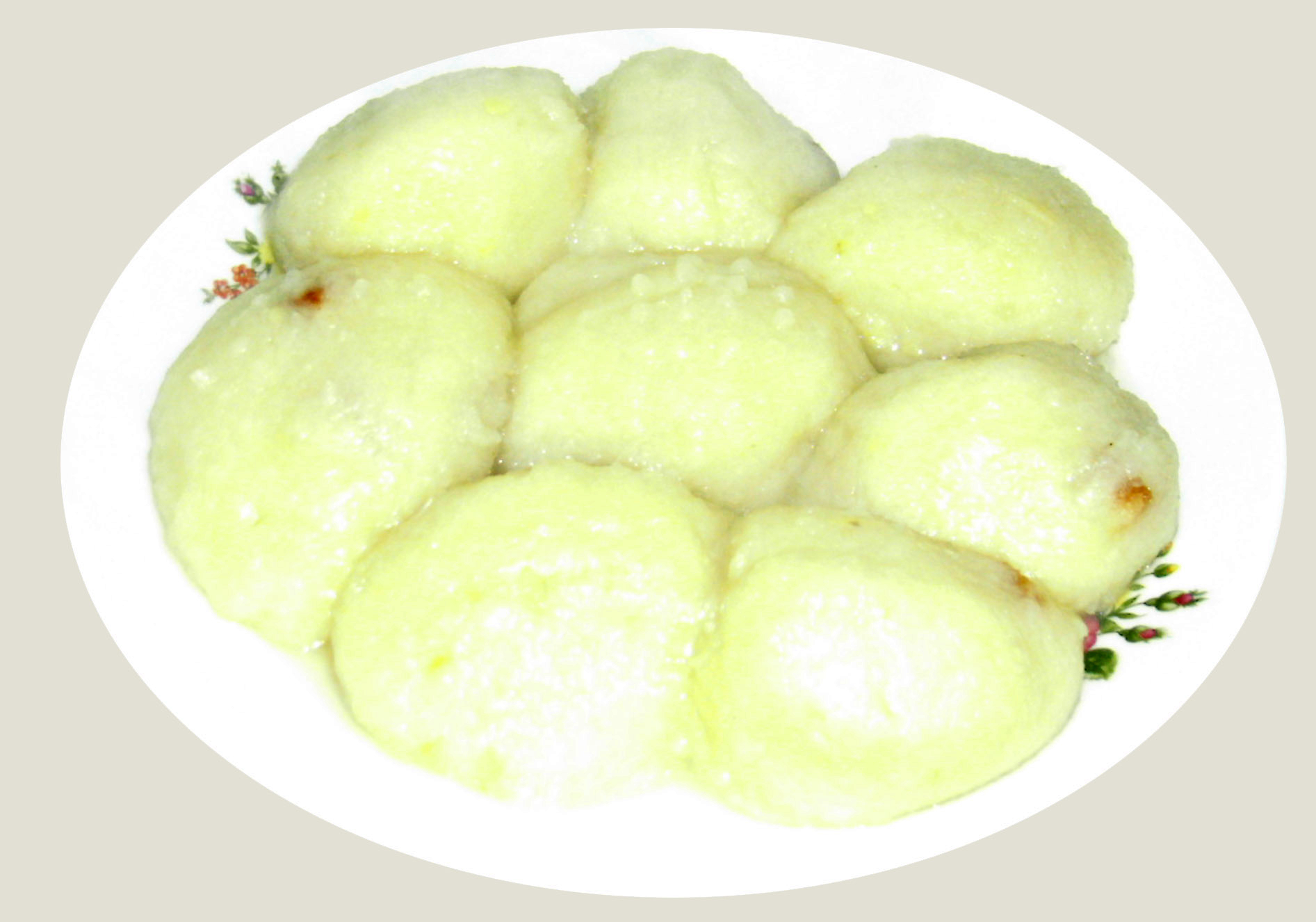
Thüringer Klöße

Knödel, även kallat Klöße (tyska, sing. Kloß) eller Klopse, är en typ av klimpar i form av kokade potatisbullar som vanligen består av råriven potatis, ibland blandat med potatismos, torkat bröd eller ägg. Maträtten serveras som alternativ till potatis, främst i södra Tyskland, Österrike, Slovakien, Tjeckien, Kroatien, Slovenien och Italien.
Knödel påminner om kroppkaka, men innehåller till skillnad från denna inget kött. Det finns variationer som innehåller rostat bröd. Konsistensen påminner om Italiens gnocchi. I de flesta fall används rätten som tillbehör till kötträtter, såsom stekt kött eller grytor. Men de kan också serveras som en efterrätt (till exempel fyllda med plommon som Zwetschgenknödel) eller i en soppa.
Fleischklößchen, det vill säga kött-Klöße, är det tyska ordet för små köttbullar som ofta äts till soppor och såser.

## Varianter i olika länder
I Ungern kallas de gombóc, i Tjeckien knedlík, i Luxemburg Kniddel och i Italien canederli.
Königsberger Klopse är inte en variant av knödel, dock, utan är gjorda av köttfärs och är besläktade med frikadeller.